# Rothe Kelter
Rothe Kelter (oberfränkisch: Laidnhaus) ist ein Gemeindeteil des Marktes Mainleus im Landkreis Kulmbach (Oberfranken, Bayern). Rothe Kelter liegt in der Gemarkung Mainleus.

## Geografie
Die Einöde Rothe Kelter liegt in unmittelbarer Nachbarschaft zu Hornschuchshausen im Süden am Kelterweg, einer Ortsstraße, die die Bundesstraße 289 überbrückend ins Gewerbegebiet von Mainleus führt (0,5 km südwestlich) bzw. zur Kreisstraße KU 6 (0,2 km nördlich).

## Geschichte
Rothe Kelter wurde 1629 erstmals schriftlich erwähnt. So wurde damals eine Weinlage in der Röthen über Mainleus bezeichnet. Die Einöde entstand erst später und wurde entsprechend ihre Lage an einer Leite im Volksmund Leitenhaus genannt.
Von 1797 bis 1810 unterstand Rothe Kelter dem Justiz- und Kammeramt Kulmbach. 1810 kam der Ort zum Königreich Bayern. Mit dem Gemeindeedikt wurde Rothe Kelter dem 1811 gebildeten Steuerdistrikt Schwarzach und der 1812 gebildeten Ruralgemeinde Schwarzach zugewiesen. 1818 kam Rothe Kelter an die Ruralgemeinde Mainleus.

## Religion
Rothe Kelter evangelisch-lutherisch geprägt und war ursprünglich nach St. Aegidius (Melkendorf) gepfarrt. Seit dem 20. Jahrhundert ist die Christuskirche (Mainleus) zuständig.